# Schůzka (film, 1985)
Schůzka (v originále Rendez-vous) je francouzský hraný film z roku 1985, který režíroval André Téchiné podle vlastního scénáře. Snímek měl světovou premiéru na filmovém festivalu v Cannes dne 5. května 1985.

## Děj
Mladá herečka Nina odjede do Paříže a najde ubytování u dvou mladých lidí, Paulota a Quentina. Zamiluje se do Quentina, temného a nejednoznačného muže se sebevražednými mániemi, který hraje v erotických představeních, zatímco Paulot ji tajně miluje. Když Quentin odchází od Niny, přejede ho auto a náhle zemře.

## Obsazení
| Juliette Binocheová    | Nina / Anne Larrieux |
| Lambert Wilson         | Quentin              |
| Wadeck Stanczak        | Paulot               |
| Jean-Louis Trintignant | Scrutzler            |
| Dominique Lavanant     | Gertrude             |
| Anne Wiazemsky         | úřednice             |
| Jean-Louis Vitrac      | Fred                 |
| Philippe Landoulsi     | režisér              |
| Olimpia Carlisi        | Olimpia              |
| Caroline Faro          | Juliette             |
| Arlette Gordon         | novinářka            |
| Serge Martina          | herec                |
| Michèle Moretti        | Daisy                |
| Jacques Nolot          | Max                  |

## Ocenění
- Filmový festival v Cannes: Cena za nejlepší režii pro André Téchiné
- César: nejslibnější herec (Wadeck Stanczak)
- Cena Romy Schneider pro Juliette Binoche